# Eskil (Bischof)

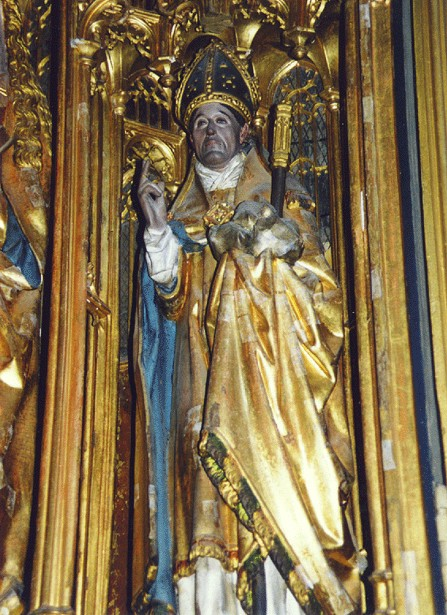
Sankt Eskil, Altarstatue in der Ytterselö-Kirche bei Strängnäs

Der heilige Eskil († um 1080 oder 1087 in Strängnäs) war ein englischer Mönch, der vom heiligen Siegfried (Sigfrid) von Växjö als Bischof zur Missionierung „in alle schwedischen Nordwälder“ gesandt wurde. Sein Bischofssitz wurde Tuna – heute Eskilstuna. Als er versuchte, ein heidnisches Opferfest in Strängnäs zu verhindern, wurde er gesteinigt. Das soll sich etwa im Jahr 1080, nach anderen Quellen um 1087 ereignet haben.
Eskil wird als Bischof dargestellt, seine Attribute sind drei Steine.
Sein Gedenktag wird am 12. Juni gefeiert.